# キッズ・アー・オールライト (サウンドトラック)
『キッズ・アー・オールライト』（The Kids Are Alright）は、イギリスのロックバンド、ザ・フーの同タイトルのドキュメンタリー映画のサウンドトラック・アルバム。1979年発表。

## 解説
本作は1979年に公開されたグループの伝記映画『キッズ・アー・オールライト』（ジェフ・スタイン監督）のサウンドトラック盤であり、映画の劇場公開と同時に発表された。但し、日本では本作のみが発表され、映画は1980年代に入ってからVHSとして発表された。
映画には使用されなかった「恋のマジック・アイ」、「マイ・ワイフ」、「ジョイン・トゥゲザー」も収録されている。また、本作収録の「ハッピー・ジャック」は、レコード音源を使用した映画版とは異なり、1970年のリーズ大学でのライヴ音源が使用されている（オリジナルLPには「スウェーデン公演より」と誤記された。CD版では修正済み）。また「マジック・バス」は本作のためにステレオにリミックスしたバージョン、「トミー、聞こえるかい」は、エンディングがアルバム『トミー』（1969年）に収録されているものと異なり、フェイドアウトしない別バージョンである。
映画で使用された「シャウト・アンド・シミー」、「恋のピンチ・ヒッター」、「リリーのおもかげ」、「サクセス・ストーリー」、「くもの巣と謎」、「バーバラ・アン」、「フー・アー・ユー」は収録されていない。
最後の「無法の世界」はキース・ムーンの生前最後のパフォーマンスである。
オリジナルLPは2枚組でリリースされたが、リイシューCDは1990年代までは「ジョイン・トゥゲザー」～「マイ・ジェネレーション・ブルース」のメドレーを割愛し、1枚組形態で販売されていた（CDの収録時間内に収まるようにするための措置と思われる）。2000年のリマスター版ではこのメドレーも収録され、曲間を縮めることで1枚組収録に対応している。2011年には日本限定で最新リマスター版がリリースされた。

## 収録曲
※特記なき限り作詞・作曲はピート・タウンゼント

※☆はレコード音源が使用された楽曲
- A面

1. マイ・ジェネレーション - My Generation <TV「スマザーズ・ブラザーズ・ショー」、1967年9月15日> [5]
2. アイ・キャント・エクスプレイン - I Can't Explain <TV「シンディグ」、1965年8月3日>
3. ハッピー・ジャック - Happy Jack <リーズ大学公演、1970年2月14日>
4. 恋のマジック・アイ - I Can See for Miles <TV「スマザーズ・ブラザーズ・ショー」、1967年9月15日> [5]
5. マジック・バス - Magic Bus <TV「ビート・クラブ」、1968年10月12日>☆
6. 不死身のハード・ロック - Long Live Rock ☆

- B面

1. エニウェイ・エニハウ・エニホエア - Anyway, Anyhow, Anywhere (Townshned, Daltrey) <TV「レディ・ステディ・ゴー!」、1965年7月1日>
2. ヤングマン・ブルース - Young Man Blues (Allison) <ロンドン・コロシアム公演、1969年12月14日>
3. マイ・ワイフ - My Wife (Entwistle) <ゴーモント・ステート・シアター公演、1977年12月15日>
4. ババ・オライリィ - Baba O'Riley <シェパートン・フィルム・スタジオ、1978年5月25日>

- C面

1. クイック・ワン - A Quick One, While He's Away <「ロックンロール・サーカス」、1968年12月10日>
2. トミー、聞こえるかい - Tommy Can You Hear Me? <TV「ビート・クラブ」、1969年9月27日>☆
3. スパークス - Sparks <ウッドストック・フェスティバル、1969年8月17日>
4. ピンボールの魔術師 - Pinball Wizard <ウッドストック・フェスティバル、1969年8月17日>
5. シー・ミー・フィール・ミー - See Me, Feel Me <ウッドストック・フェスティバル、1969年8月17日>

- D面

1. メドレー：ジョイン・トゥゲザー／ロードランナー／マイ・ジェネレーション・ブルース - Medley: Join Together/Road Runner/My Generation Blues (Townshned, McDaniel) <シルバー・ドーム公演、1975年12月6日>
2. 無法の世界 - Won't Get Fooled Again <シェパートン・フィルム・スタジオ、1978年5月25日>